# Cataxia stirlingi
Cataxia stirlingi är en spindelart som först beskrevs av Main 1985.  Cataxia stirlingi ingår i släktet Cataxia och familjen Idiopidae.
Artens utbredningsområde är Western Australia. Inga underarter finns listade i Catalogue of Life.